# Пидна-Колиндрос
Пи́дна-Колиндро́с (греч. Δήμος Πύδνας - Κολινδρού) — община (дим) в Греции. Входит в периферийную единицу Пиерия в периферии Центральная Македония. Население 15 179 человек по переписи 2011 года. Площадь общины 345,993 квадратного километра. Плотность 44,71 человека на квадратный километр. Административный центр — Эйинион, исторический центр — Колиндрос. Димархом на местных выборах в 2019 году избран Анастасиос Манолас (Αναστάσιος Μανώλας).
Создана в 2010 году (ΦΕΚ 87Α) по программе «Калликратис» при слиянии упразднённых общин Колиндрос, Метони, Пидна, Эйинион.